# Grand Ienisseï
Le Grand Ienisseï (en russe : Большой Енисей ; touvain : Бий-Хем) est un cours d'eau de Russie qui coule en république autonome de Touva en Sibérie méridionale. C'est avec le Petit Ienisseï un des deux constituants du fleuve Ienisseï dont il est la branche-source droite, venue du nord.

## Géographie
Il naît dans les monts Saïan aux confins des républiques autonomes de Touva et de Bouriatie puis se dirige vers l'ouest. Il décrit bientôt une large boucle en direction du sud avant de s'unir avec le Petit Ienisseï au niveau de la ville de Kyzyl, formant ainsi l'Ienisseï.

## Affluents
Les principaux affluents lui donnent leurs eaux en rive droite (provenant des monts Saïan) :
- La Khamsara
- L'Azas
- Le Systyg-Khem

## Localités traversées
La seule localité d'importance située sur ses rives est Toura-Khem.

## Gel - navigabilité
La rivière est prise par les glaces six mois par an environ, de novembre à avril.

En dehors de cette longue période, il est navigable sur 285 kilomètres en amont de son point de confluence à Kyzyl.

## Hydrométrie - Les débits mensuels à Kara-Khak
Le débit du Grand Ienisseï a été observé pendant 41 ans (durant la période allant de 1956 à 1999) à Kara-Khak, localité située à quelque 20 kilomètres de sa confluence avec le Petit Ienisseï et à 634 mètres d'altitude .
Le débit annuel moyen ou module observé à Kara-Khak durant cette période était de 592 m3/s pour une surface drainée de 56 500 km2, soit plus ou moins 99,5 % du bassin versant total de la rivière qui en compte environ 56 800. La lame d'eau d'écoulement annuel dans le bassin se montait ainsi à 330 millimètres, ce qui est élevé et résulte des précipitations assez abondantes dans les monts Saïan.
Les crues du Grand Ienisseï se déroulent tardivement, fin de printemps-été, de mai à juillet avec un pic très net en juin, et résultent de la fonte progressive des neiges et des glaces des monts Saïan. À partir du mois de juillet, le débit baisse. Cette baisse se poursuit lentement jusqu'au début de l'hiver, qui débute en novembre. Ce mois-là le débit chute assez fort, initiant ainsi la saison des basses eaux. Celles-ci sont liées à l'hiver sibérien et à ses importantes gelées ; la rivière atteint alors son minimum, ou étiage, période allant de novembre à avril inclus.
Le débit moyen mensuel du Grand Ienisseï observé en mars (minimum d'étiage) est de 104 m3/s, soit à peu près 7 % du débit moyen du mois de juin, maximum de l'année (1 888 m3/s), ce qui souligne des variations saisonnières d'amplitude assez modérée, du moins pour la Sibérie et le bassin du Ienisseï qui connait en général des écarts bien plus élevés. Ces écarts de débit mensuel peuvent cependant être plus importants selon les années : sur la durée d'observation de 41 ans, le débit mensuel minimal a été de 69,2 m3/s en mars 1957, tandis que le débit mensuel maximal s'élevait à 3 390 m3/s en juin 1966. 

En ce qui concerne la période libre de glace (de juin à septembre inclus), le débit minimal observé a été de 307 m3/s en septembre 1989, ce qui restait cependant presque abondant.